# Montbrehain
Montbrehain är en kommun i departementet Aisne i regionen Hauts-de-France i norra Frankrike. Kommunen ligger  i kantonen Bohain-en-Vermandois som ligger i arrondissementet Saint-Quentin. År 2022 hade Montbrehain 813 invånare.

## Befolkningsutveckling
Antalet invånare i kommunen Montbrehain
Referens: INSEE